# 梅花旗
梅花旗為中華民國1980年代後參與國際運動賽事以及中華民國自由地區學校運動會所用的代表旗幟，因外型為梅花而得名。該形式最早出現於1981年中華奧林匹克委員會與國際奧林匹克委員會制定的中華奧林匹克委員會會旗，其後衍生了若干基於奧會會旗的運動賽事用旗。

## 意義
- 梅花外環：中華民國國花，象徵梅花凌冬耐寒，其所表現的堅貞剛潔；表現出中華民國的選手在艱苦的訓練過程中，出現佳績。
- 外環顏色：從外到內的，藍、白、紅色，代表中華民國的青天白日滿地紅旗。
- 青天白日徽：代表中華民國，太陽未觸邊代表無限希望。[1][4]須特別注意的是，由於並非使用中華民國國徽或中國國民黨黨徽，[1][2]因此1981年由國際奧會與中華奧會簽訂洛桑協議確認之中华奥林匹克委员会会徽，其白日與青天的比例介於國徽與國民黨黨徽之間。[5][6]然而歷屆體育盛事中，仍有不少人誤用錯版會旗，當中大部分是青天白日徽處誤植國徽或國民黨黨徽。

## 歷史
1976年，中華民國奧會因堅持「名、旗、歌」三者不可缺一而退出蒙特婁奧運。1979年10月，基拉寧在名古屋執委會中決議中華奧會更名，並提出不同的旗徽，送執委會核定。當時《奧林匹克憲章》規定，國家奧會必須使用國旗、國歌。中華民國方面遂向國際法院提出告訴，瑞士洛桑國際法院裁定名古屋決議案為政治決定，與奧林匹克憲章相抵觸。1980年2月國際奧會在寧靜湖冬季奧運期間舉行的第82屆年會上，修改《奧林匹克憲章》相關條文，將各國國家奧會使用「國家名稱」及「國旗」、「國歌」參加奧運會之規定改為使用「代表團」之名稱及旗、歌參加奧運會。1981年3月23日，中華奧會主席沈家銘與國際奧會主席薩瑪蘭奇在洛桑國際奧會總部簽訂了《國際奧會與中華臺北奧會協議書》，即《洛桑協議》。協議中規定，中華台北奧會提送會旗與會徽樣式，並經國際奧會核定在案。

## 軼事
- 原本林幸雄設計中心為太極圖，送審更改沒有藍底、僅有藍色線條勾勒的太陽代表「無限希望」，後經時任體育會理事長的蔣緯國協調，才加上藍底讓太陽光輝更加明顯，與國民黨黨徽最大不同就是沒有碰到邊。[1]

## 衍生種類

### 現行
- 中華台北帕運會代表旗／中華帕拉林匹克總會會旗
- 中華台北世界大學運動會代表旗／中華民國大專院校體育總會會旗
- 中華台北聽障奧運會代表旗／中華民國聽障者體育運動協會會旗
- 中華民國排球協會會旗
- 中華台北FIRST機械人競賽代表旗
- 中華台北世界技能大賽代表旗
- 中華台北《鬥陣特攻》世界盃（英语：Overwatch World Cup）代表旗

- 帕拉林匹克運動會標誌：代表帕拉林匹克運動會
- U：代表世界大學生運動會

### 非現行
- 中華民國奧林匹克委員會會徽（至1979）
- 中華台北奧運會前代表旗（1981-1986）
- 中華台北奧運會前代表旗（1986-2010）
- 中華台北帕運會前代表旗／中華帕拉林匹克總會前會旗（1994-2004）
- 中華台北帕運會前代表旗／中華帕拉林匹克總會前會旗（2004-2019）
- 中華台北聽障奧運會前代表旗／中華民國聽障者體育運動協會前會旗（1997-2019）
- 中華民國足球協會前會旗（?-2006）

- 紅、綠、藍三色陰陽魚：1994至2004年的帕拉林匹克運動會標誌
- 龍：與「聾」同音，代表聽障者

### 非正式、錯體
- 國際足聯使用的非正式版本（青天白日為中華民國國徽樣式）
- 曾出現在國際足聯官方網站上的中華台北代表旗
- 部分國際活動場合使用的非正式版本（無奧運五環且青天白日為中華民國國徽樣式）